# X-38試驗機
X-38是为国际空间站研制的升力体（lifting body）再入（re-entry）式乘员返回载具的原型机。在2002年因资金问题被终止之前，X-38计划已经有了一架试验机。

## 历史
能在国际空间站中工作的宇航员的人数取决于当时使用的乘员返回载具的载客数。当时国际空间站使用的乘员返回载具是俄罗斯的联盟号，它只能运载三名宇航员。而国际空间站的乘员返回载具必须能在紧急情况下（例如宇航员突然生病）运载七名宇航员返回地面，因为最多会有七个人在国际空间站内工作。
现在国际空间站的每个乘员返回载具最多能运载三名宇航员。NASA在过去的许多年里设计了许多种具有不同运载能力的乘员返回载具。

## 研发

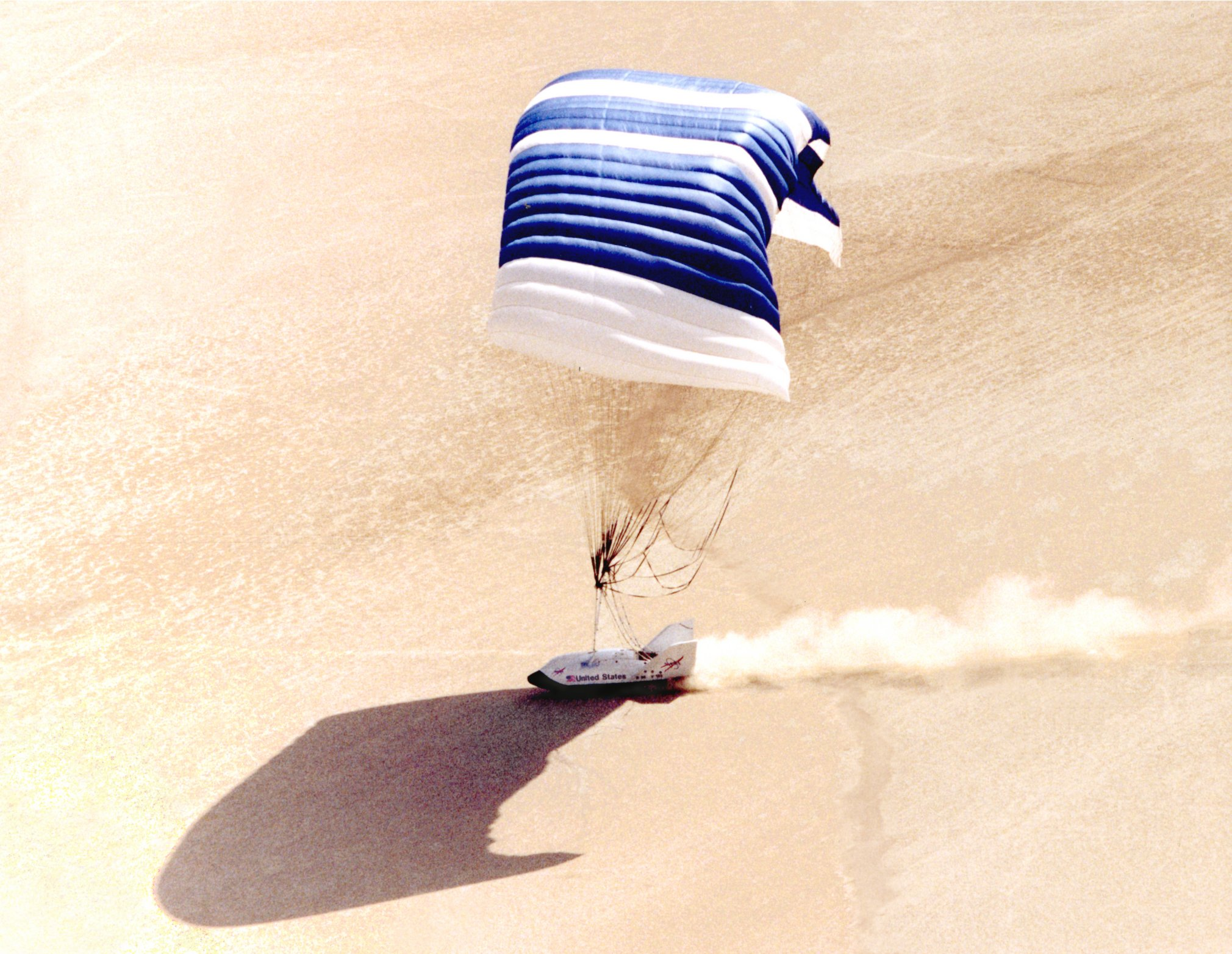
1999年7月，X-38在德莱登飞行测试中心的一个干涸的湖床上降落

X-38是由NASA约翰逊太空中心领导的一系列乘员返回载具项目中的一个。对于X系列试验机来说很不寻常的是，欧洲空间局和德国航空航天中心也参与了X-38的研制工作。X-38起初被称为“X-35”。这个项目的总监为John Muratore，飞行测试工程师为Michael E. Fossum，他后来成为了NASA的宇航员。
X-38应用了美国空军在1960年代中期X-24计划中研制的升力体布局，这个是John Muratore的点子。
为了测试新的乘员返回载具，X-38计划使用了无人的原型机复制品。用于飞行测试的X-38有：
- X-38 V-131
- X-38 V-132
- X-38 V-131R，由X-38 V-131换装新的蒙皮而成
- X-38 V-201，这是由航天飞机送入太空的轨道飞行器
- 在X-38计划进行到一定程度时，人们还提出要建造X-38 V-133和X-38 V-202，但是它们最终没有被建造

X-38 V-131和V-132与X-24拥有相似的空气动力外型。当用在乘员返回载具上时，这个外型需要被增大（因为它需要运载七个人），而且它还需要做一些改动，特别是尾部需要增厚。
X-38 V-131R的尺寸为乘员返回载具需要的尺寸的0.8倍大，并且外形与最后定型的乘员返回载具完全相同，而后来的V-133和V-201的尺寸则与定型后的乘员返回载具一模一样。用作轨道飞行器的X-38 V-201 已有80%被完成，但是它从来没有飞过。
在测试中，V-131, V-132和V-131R会在45000英尺（13700米）的高空中与B-52母机分离，然后开始以接近音速的速度滑翔，最后打开一个漏斗状降落伞，速度减到60英里／时（95千米／时）。后来的原型机会借助一个面积为7500平方英尺（700平方米）的降落伞降落，这是有史以来最大的降落伞。X-38会自动完成这些任务，如果遇到紧急情况，地面上的工作人员会通过遥控来操纵它着陆。
由于资金不足，X-38计划在2002年4月29日被终止了。

## 设计
在发动机将X-38推出轨道之后，它会用一个可调节方向的翼伞滑翔到地面。升力体飞机极高的速度使降落变得很危险。而翼伞会减低速度，从而使降落变得更安全。X-38的起落架用的是滑橇而不是轮胎。滑橇就像雪橇一样，使飞机在地面上滑行一段时间后才停住。
X-38的形状和尺寸都不与航天飞机相同。因为乘员返回载具需要能被装进航天飞机的货舱里面。但是这并不意味着它会变得很小。X-38有10660千克重，9.1米长。提供动力并运行其他设施的电池能持续提供电力长达九小时。它从国际空间站返回地球只需要二至三小时。
X-38的降落伞应用了美国空军的技术。这个重量很大的降落伞会将它的性能发挥到极限。X-38首先会从后部放出一个减速伞。这个减速伞会帮助保持飞机平衡，并且会减慢它的速度。在这之后，那个687平方米大的翼伞会被释放出来。它会分四步被展开，每一步只会耗费45秒。按照一个好的步骤来展开翼伞是非常重要的，这会避免狂风将翼伞撕裂。
X-38的降落是全自动的。各种仪器会将数据送到机上的电脑中，而且电脑还会用空速管和GPS提供的信息来规划一条安全的返回路线。设计乘员返回载具的初衷是在紧急情况下将宇航员送回地球，所以它必须在没有人能控制（例如宇航员生病或受伤）时自动返回地面。如果需要的话，宇航员会将它切换到手动操作模式。
人们为X-38设计了一个先进的对接系统，约翰逊太空中心接手了这个工作，并且在这基础上展开了为后来的星座计划试验机量身定制的“低碰撞对接系统”计划。

## 数据

X-38三视图

## 琐事
- " X-38在哪里?" 是“The Phenomenauts”乐队的一首歌。在这首歌中，NASA正在考虑放弃这项计划。

## 媒体
- X-38的试飞
  - X-38的第五次试飞，它先与B-52母机分离，然后自由下落一段时间，接着释放并展开了翼伞，最后缓缓着陆。
  - 看不到影片吗？請參見幫助頁面。

## 相关
- 国际空间站
- 升力体

相关开发
- X-24

类似型号
- NASA M2-F1
- 诺斯罗普M2-F2
- 诺斯罗普M2-F3
- 诺斯罗普HL-10
- 米格-105